# Katharina von Schweden

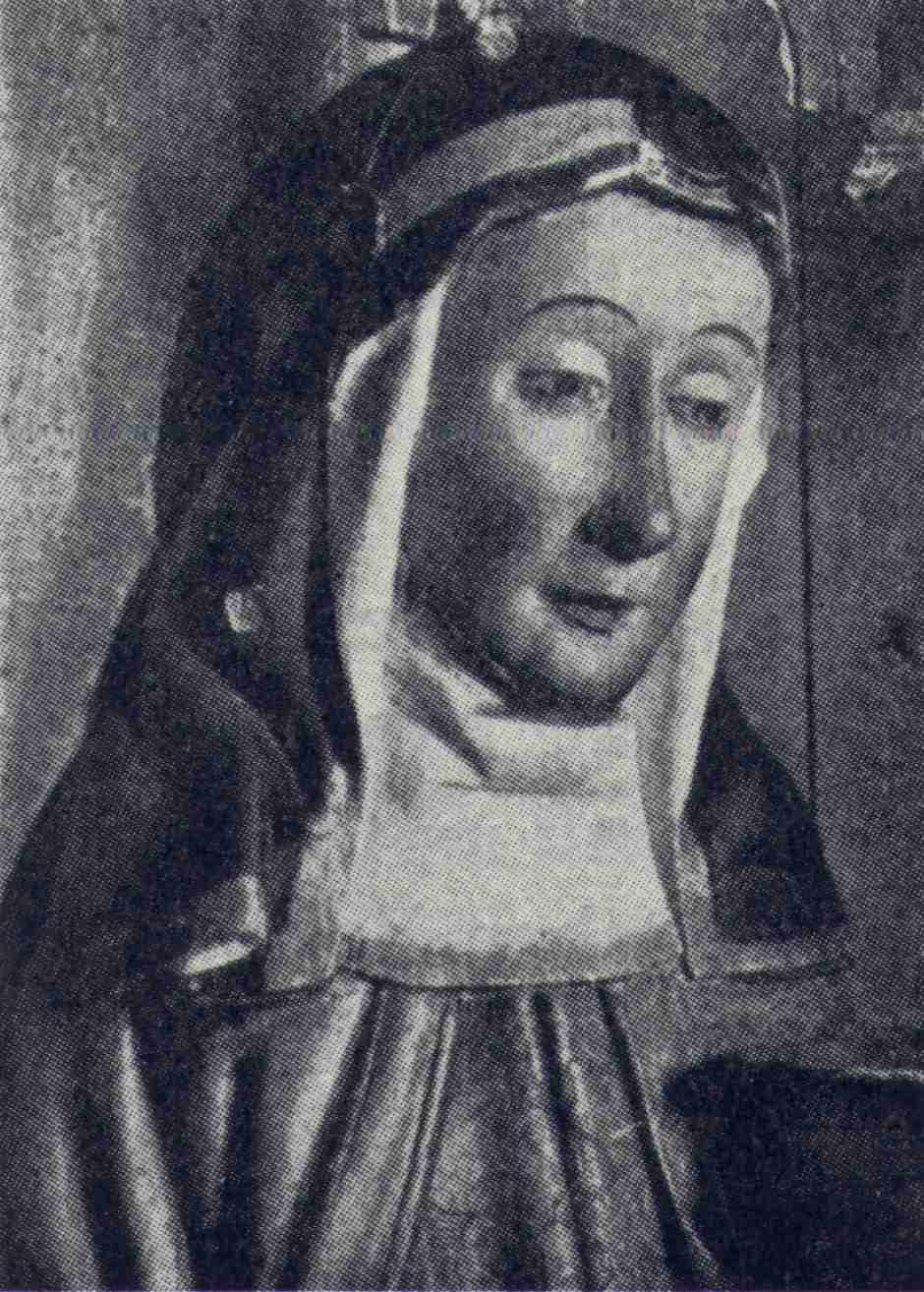
Katharina von Vadstena, Skulptur in der Kirche von Trönö, Hälsingland.

Die heilige Katharina von Schweden, auch Katharina von Vadstena (* 1331 oder 1332; † 24. März 1381 in Vadstena), war eine Tochter der heiligen Birgitta von Schweden und Äbtissin des Klosters Vadstena.
Katharina wurde im Kloster Riseberga erzogen, in das ihre Schwester Ingeborg 1341 als Novizin eintrat. Sie selbst wurde im Alter von 13 Jahren mit dem deutschen Adligen Eggart von Kürnen verheiratet; die beiden gelobten aber, eine Josefsehe zu führen. Als ihr Mann 1349 starb, folgte Katharina, die sich zu dieser Zeit bei ihrer Mutter in Rom aufhielt, dieser ins Kloster, wo sie über 20 Jahre in derselben Gemeinschaft lebten.
1374 überführte Katharina die Reliquien ihrer Mutter nach Vadstena, wo sie dem von Birgitta gegründeten Kloster Vadstena zu neuer Blüte verhalf und dessen Äbtissin wurde. Bei weiteren Reisen nach Rom setzte sie sich sehr für die Aufhebung des Schismas und die Anerkennung der Ordensregel der Birgittinnen ein. Außerdem veranlasste sie die Heiligsprechung ihrer Mutter.
1484 erlaubte Innozenz VIII. die Verehrung Katharinas als Heilige. Ihr Gedenktag ist der 24. März.

## Rezeption
- Hildur Dixelius: Santa Catharinas Weihnachtsabend. Erschienen in: Frauen im Norden. Novellen. Gotthelf-Verlag, Bern und Leipzig 1932, S. 67–76.